# Мутоскоп и Байограф
Мутоскоп и Байограф (англ. American Mutoscope & Biograph Co) — американская киностудия, основанная 30 декабря 1895 года.

## Историческая справка
Основатель Уильям Диксон (в компании с Германом Каслером и Генри Марвином, и Элиасом Коопманом) — правая рука Эдисона, человек принимавший участие в создании первой технологии кинематографа: «Кинетоскопа». После ухода из компании Эдисона Диксон изобрёл «Мутоскоп», составивший серьёзную конкуренцию «Кинетоскопу» и едва не разоривший бывшего патрона. Имя устройства легло в основу названия кинокомпании. 
В отличие от фирмы Эдисона, руководитель компании «Байограф» уделял главное внимание производству фильмов. Компания «Байограф» одной из первых в Америке начала выпускать хроникальные сюжеты на злобу дня. В январе 1909 году компания «Байограф», совместно с другими компаниями (американскими «Эдисон», «Вайтограф», «Зелиг», «Эссеней», «Любин», «Калем», и французскими — «Пате» и «Мельес») объединились в Компанию кинопатентов (МППК).

## «Байограф» и Дэвид Гриффит
Дэвид Гриффит — человек, с именем которого связан не только этап развития студии «Байограф», а развитие американского киноискусства в целом.
В 1908 году Гриффит вместе со своей женой, актрисой Линдой Арвидсон, начал сниматься в фильмах компании «Байограф». Позже писал сценарии, которые продавал той же компании за 15-20 долларов. В том же году получает предложение заменить заболевшего режиссёра Мака Китчена. С этого момента и начинается режиссёрская деятельность Гриффита в «Байограф».
К сожалению, из более трёхсот фильмов, созданных Гриффитом за период его работы на студии «Байограф» с 1908 по 1914 годы сохранились немногие.
В 1909 году в труппу «Байографа» входили: Мэри Пикфорд, Марион Леонард, Линда Арвидсон, Дороти Уэст, Флоренс Баркер, Кэт Брюс, Флоренс Лоуренс, Мак Сеннетт, Генри Вольтхолл, Фрэнк Пауэлл, Билли Куирк, Артур Джонсон, Чарлз Уэст, Фрэнк Грендин, Джордж Николе, Билл Гендерсон, Дэдди Бэтлер, Кристи Миллер, Джонни О'Сюлливан, Оуэн Мур, Чарлз Инсли, Генри Солтер, Герберт Прайор. Гриффиту ассистировал в то время Фрэнк Пауэлл, вскоре выдвинутый в режиссёры вместе с Маком Сеннеттом. Операторами были Артур Марвин и Билли Битцер. Джонни Map и Роберт Хэррон заведовали бутафорией и иногда выступали в небольших ролях.

## Творчество

### Режиссёры, снимавшие на киностудии «Байограф»
- Дэвид Гриффит
- Мак-Кэтчен
- Фрэнк Пауэлл
- Мак Сеннетт

### Фильмография
- 1897 — Шляпа в театре
- 1897 — Битва подушками
- 1897 — Триумф, одержанный на Востоке президентом Мак-Кинли
- 1897 — Катастрофа в Галвестоне
- 1897 — Нефтяные скважины Галвестона
- 1897 — Парижская выставка и Панамериканская выставка
- 1897 — Войны в Китае, на Филиппинах и в Трансваале
- 1897 — Керри Нейшн — гроза салунов Канзаса
- 1897 — Young America
- 1898 — The Dude's Experience with a Girl on a Tandem
- 1898 — The Nearsighted School Teacher
- 1899 — Матч Джеффрис-Шарки
- 1901 — Arrival of Tongkin Train
- 1901 — Band and Battalion of the U.S. Indian School
- 1904 — Требуется собака / акт. Сидней Олкотт
- 1906 — Прибытие эмигрантов [то есть иммигрантов], остров Эллис[4]
- 1907 — Снежное чучело / (реж. Мак-Кэтчен, акт. Дэвид Гриффит)
- 1907 — Когда рыцарство было в цвету / (акт. Дэвид Гриффит)
- 1908 — Приключения Долли / The Adventures of Dollie (реж. Дэвид Гриффит)
- 1908 — Краснокожий и дитя / The Red Man and the Child (реж. Дэвид Гриффит; акт. Чарлз Инсли, Джонни Теней)
- 1908 — Из любви к золоту / For Love of Gold (реж. Дэвид Гриффит)
- 1908 — Предательские отпечатки пальцев / (реж. Дэвид Гриффит)
- 1908 — Девушка и злодей / (реж. Дэвид Гриффит)
- 1908 — Кулисы / (реж. Дэвид Гриффит)
- 1908 — Сердце О’Ямы / The Heart of O’Yama (реж. Дэвид Гриффит)
- 1908 — Укрытие вора / (реж. Дэвид Гриффит)
- 1908 — Любовь еврейки / (реж. Дэвид Гриффит)
- 1908 — Жена плантатора / The Planter’s Wife (реж. Дэвид Гриффит)
- 1908 — Обет вакеро / (реж. Дэвид Гриффит)
- 1908 — Зов леса / The Call of the Wild (реж. Дэвид Гриффит)
- 1908 — Сердце зулуса / The Zulu’s Heart (реж. Дэвид Гриффит)
- 1908 — Песня рубашки / The Song of the Shirt (реж. Дэвид Гриффит)
- 1908 — Укрощение строптивой / (реж. Дэвид Гриффит)
- 1908 — Неблагодарная / (реж. Дэвид Гриффит)
- 1908 — Путь женщины / A Woman’s Way (реж. Дэвид Гриффит)
- 1908 — Борьба за свободу / The Fight for Freedom (реж. Дэвид Гриффит)
- 1908 — Роковой час / The Fatal Hour (реж. Дэвид Гриффит)
- 1908 — Мужчина и женщина / The Man and the Woman (реж. Дэвид Гриффит)
- 1908 — За кулисами / Behind the Scenes (реж. Дэвид Гриффит)
- 1908 — Краснокожая / The Red Girl (реж. Дэвид Гриффит)
- 1908 — Дьявол / The Devil (реж. Дэвид Гриффит)
- 1908 — Отец входит в игру / Father Gets in the Game (реж. Дэвид Гриффит; акт. Мак Сеннет)
- 1908 — серия «Семейство Джонс»:
  - 1908 — Выкуренный муж / (акт. Флоренс Лоуренс, Джон Компсон)
  - 1908 — Много лет спустя / (акт. Флоренс Лоуренс, Джон Компсон)
- 1908 — Мистер Джонс играет в карты / (акт. Мак Сеннет)
- 1909 — Любовь политикана / (акт. Мак Сеннет)
- 1909 — Занавес падает / (акт. Мак Сеннет)
- 1909 — Уединенная вилла / (реж. Дэвид Гриффит)
- 1909 — Спекуляция пшеницей / A Corner in Wheat
- 1909 — Скрипичный мастер из Кремоны / The Violin Maker of Cremona (реж. Дэвид Гриффит)
- 1909 — Одинокая вилла / The Lonely Villa (реж. Дэвид Гриффит)
- 1909 — Аллан Эдгар По / Edgar Allan Poe (реж. Дэвид Гриффит)
- 1909 — Нить судьбы / The Cord of Life (реж. Дэвид Гриффит)
- 1909 — В маленькой Италии / In Little Italy (реж. Дэвид Гриффит)
- 1909 — Ловушка для Санта-Клауса / A Trap for Santa Claus (реж. Дэвид Гриффит)
- 1909 — Испытание / The Test (реж. Дэвид Гриффит)
- 1909 — Открытые ворота / The Open Gate (реж. Дэвид Гриффит)
- 1909 — Полночное приключение / A Midnight Adventure (реж. Дэвид Гриффит)
- 1909 — Сладкая месть / A Sweet Revenge (реж. Дэвид Гриффит)
- 1909 — Две женщины и мужчина / Two Women and a Man (реж. Дэвид Гриффит)
- 1909 — Реставрация / The Restoration (реж. Дэвид Гриффит)
- 1909 — Маленький учитель / The Little Teacher (реж. Дэвид Гриффит)
- 1909 — Пробуждение / The Awakening (реж. Дэвид Гриффит)
- 1909 — Разыскивается, ребёнок / Wanted, a Child (реж. Дэвид Гриффит)
- 1909 — Кожаный чулок / Leather Stocking (реж. Дэвид Гриффит)
- 1909 — Детский друг / The Children’s Friend (реж. Дэвид Гриффит)
- 1909 — Мельница богов / The Mills of the Gods (реж. Дэвид Гриффит)
- 1909 — Ах, дядя! / Oh, Uncle! (реж. Дэвид Гриффит)
- 1909 — Седьмой день / The Seventh Day (реж. Дэвид Гриффит)
- 1909 — Друг семьи / The Friend of the Family (реж. Дэвид Гриффит)
- 1909 — Заговор кардинала / The Cardinal’s Conspiracy (реж. Дэвид Гриффит)
- 1909 — Послание / The Message (реж. Дэвид Гриффит)
- 1909 — Ожерелье / The Necklace (реж. Дэвид Гриффит)
- 1909 — Путь человека / The Way of Man (реж. Дэвид Гриффит)
- 1909 — Новая шутка / A New Trick (реж. Дэвид Гриффит)
- 1909 — Клуб самоубийц / The Suicide Club (реж. Дэвид Гриффит)
- 1909 — Удачливый Джим / Lucky Jim (реж. Дэвид Гриффит)
- 1909 — Путь к сердцу / The Road to the Heart (реж. Дэвид Гриффит)
- 1909 — Джонс и его новые соседи / Jones and His New Neighbors (реж. Дэвид Гриффит)
- 1909 — Обман / The Deception (реж. Дэвид Гриффит)
- 1909 — Голос скрипки / The Voice of the Violin (реж. Дэвид Гриффит)
- 1909 — Деревянная нога / The Wooden Leg (реж. Дэвид Гриффит)
- 1909 — Мать его жены / His Wife’s Mother (реж. Дэвид Гриффит)
- 1909 — На алтаре / At the Altar (реж. Дэвид Гриффит)
- 1909 — Жертвоприношение / The Sacrifice (реж. Дэвид Гриффит)
- 1909 — Мама / Mamma (реж. Дэвид Гриффит)
- 1910 — Белые Розы / White Roses (реж. Дэвид Гриффит)
- 1910 — Урок / The Lesson (реж. Дэвид Гриффит)
- 1910 — Официант № 5 / Waiter No. 5 (реж. Дэвид Гриффит)
- 1910 — Трагичное лето / A Summer Tragedy (реж. Дэвид Гриффит)
- 1910 — Маленькие ангелы удачи / Little Angels of Luck (реж. Дэвид Гриффит)
- 1910 — Дело о яйце / The Affair of an Egg (реж. Дэвид Гриффит)
- 1910 — Неожиданная помощь / Unexpected Help (реж. Дэвид Гриффит)
- 1910 — Лицо в окне / The Face at the Window (реж. Дэвид Гриффит)
- 1910 — Жертва ревности / A Victim of Jealousy (реж. Дэвид Гриффит)
- 1910 — Ребёнок из гетто / A Child of the Ghetto (реж. Дэвид Гриффит)
- 1910 — Рамона / Ramona (реж. Дэвид Гриффит)
- 1910 — Два брата / The Two Brothers (реж. Дэвид Гриффит)
- 1910 — Его последний доллар / His Last Dollar (реж. Дэвид Гриффит)
- 1910 — Курильщик / The Smoker (реж. Дэвид Гриффит)
- 1910 — Человек / The Man (реж. Дэвид Гриффит)
- 1910 — В старой Калифорнии / In Old California (реж. Дэвид Гриффит)
- 1910 — Его последнее разбой / His Last Burglary (реж. Дэвид Гриффит)
- 1910 — Англичанин и девушка / The Englishman and the Girl (реж. Дэвид Гриффит)
- 1910 — Честь его семьи / The Honor of His Family (реж. Дэвид Гриффит)
- 1910 — Зов / The Call (реж. Дэвид Гриффит)
- 1910 — Вечное море / (реж. Дэвид Гриффит)
- 1910 — Районы / (акт. Мэри Пикфорд)
- 1910 — Преодолевший предрассудки / (реж. Дэвид Гриффит)
- 1911 — Телеграфистка из Лоундэйла / The Lonedale Operator
- 1911 — Битва / The Battle
- 1911 — Голос ребёнка / The Voice of the Child (реж. Дэвид Гриффит)
- 1911 — Любовь в горах / Love in the Hills (реж. Дэвид Гриффит)
- 1911 — Приключения Билли / The Adventures of Billy (реж. Дэвид Гриффит)
- 1911 — Отсчет / The Unveiling (реж. Дэвид Гриффит)
- 1911 — Итальянская кровь  / Italian Blood (реж. Дэвид Гриффит)
- 1911 — Её пробуждение / Her Awakening (реж. Дэвид Гриффит)
- 1911 — Розв Кентукки / The Rose of Kentucky (реж. Дэвид Гриффит)
- 1911 — Последняя капля воды / The Last Drop of Water (реж. Дэвид Гриффит)
- 1911 — Страна Амура / A Country Cupid (реж. Дэвид Гриффит)
- 1911 — Индийские братья / The Indian Brothers (реж. Дэвид Гриффит)
- 1911 — Вор и девушка / The Thief and the Girl (реж. Дэвид Гриффит)
- 1911 — Енох Арден: Часть I / Enoch Arden: Part I (акт. Линда Арвидсон, Флоренс Лабади, Дженни Макферсон, Уилфред Лукас, Роберт Хэррон) (реж. Дэвид Гриффит)
- 1911 — Енох Арден: Часть II / Enoch Arden: Part II (акт. Линда Арвидсон, Флоренс Лабади, Дженни Макферсон, Уилфред Лукас, Роберт Хэррон) (реж. Дэвид Гриффит)
- 1911 — Улыбка ребёнка / The Smile of a Child (реж. Дэвид Гриффит)
- 1911 — Платок его матери / His Mother’s Scarf (реж. Дэвид Гриффит)
- 1911 — Рыцарь дорог / A Knight of the Road (реж. Дэвид Гриффит)
- 1911 — Его дочь / His Daughter (реж. Дэвид Гриффит)
- 1911 — Три сестры / Three Sisters (реж. Дэвид Гриффит)
- 1911 — Бриллиантовая звезда / The Diamond Star (реж. Дэвид Гриффит)
- 1911 — Два пути / The Two Paths (реж. Дэвид Гриффит)
- 1910 — 1911 — Сердце и меч / (реж. Дэвид Гриффит; акт. Бланш Свит и Чарлз Уэст)
- 1910 — 1911 — Дом с закрытыми ставнями / (реж. Дэвид Гриффит; акт. Бланш Свит и Чарлз Уэст)
- 1912 — Нью-йоркская шляпка / The New York Hat (реж. Дэвид Гриффит)
- 1912 — Происхождение человека / Man’s Genesis (реж. Дэвид Гриффит)
- 1912 — Резня / (реж. Дэвид Гриффит)
- 1912 — Призыв на помощь / A Cry for Help (реж. Дэвид Гриффит)
- 1912 — Мой герой / My Hero (реж. Дэвид Гриффит)
- 1912 — Жестокость / Brutality (реж. Дэвид Гриффит)
- 1912 — Друзья / Friends (реж. Дэвид Гриффит)
- 1912 — Две дочери Евы / Two Daughters of Eve (реж. Дэвид Гриффит)
- 1912 — Слепая любовь / Blind Love (реж. Дэвид Гриффит)
- 1912 — Узкая дорога / The Narrow Road (реж. Дэвид Гриффит)
- 1912 — Лена и гуси / Lena and the Geese (реж. Дэвид Гриффит)
- 1912 — Временное перемирие / A Temporary Truce (реж. Дэвид Гриффит)
- 1912 — Его урок / His Lesson (реж. Дэвид Гриффит)
- 1912 — Гостиница ночью / A Lodging for the Night (реж. Дэвид Гриффит)
- 1912 — Старый актёр / The Old Actor (реж. Дэвид Гриффит)
- 1912 — Корень зла / The Root of Evil (реж. Дэвид Гриффит)
- 1912 — Любовь сестры / A Sister’s Love (реж. Дэвид Гриффит)
- 1913 — Барышня и мышка / The Lady and the Mouse
- 1913 — Юдифь из Бетулии / Judith of Bethulia
- 1913 — Совесть-мстительница / (реж. Дэвид Гриффит)
- 1913 — Два мужчины в пустыне / Two Men of the Desert (реж. Дэвид Гриффит)
- 1913 — Ошибка / The Mistake (реж. Дэвид Гриффит)
- 1913 — Реформаторы / The Reformers; or, The Lost Art of Minding One’s Business (реж. Дэвид Гриффит)
- 1913 — Дом тьмы / The House of Darkness (реж. Дэвид Гриффит)
- 1913 — Скиталец / The Wanderer (реж. Дэвид Гриффит)
- 1913 — Вероломство Марии / The Perfidy of Mary (реж. Дэвид Гриффит)
- 1913 — Судьба / Fate (реж. Дэвид Гриффит)
- 1913 — Рядом с землей / Near to Earth (реж. Дэвид Гриффит)
- 1913 — Братья / Brothers (реж. Дэвид Гриффит)
- 1913 — Телефонистка и леди / The Telephone Girl and the Lady (реж. Дэвид Гриффит)
- 1913 — Три друга / Three Friends (реж. Дэвид Гриффит)

### Актёры, снимавшиеся на киностудии «Байограф»
- Дэвид Гриффит
- Лиллиан Гиш
- Гарри Солтер
- Марион Леонард
- Мэри Пикфорд
- Марион Леонард
- Линда Арвидсон
- Дороти Уэст
- Флоренс Баркер
- Кэт Брюс
- Флоренс Лоуренс
- Мак Сеннетт
- Генри Уолтхол
- Фрэнк Пауэлл
- Билли Куирк
- Артур Джонсон
- Чарлз Уэст
- Фрэнк Грендин
- Джордж Николе
- Билл Гендерсон
- Дэдди Бэтлер
- Кристи Миллер
- Джонни О'Сюлливан
- Оуэн Мур
- Чарлз Инсли
- Генри Солтер
- Герберт Прайор.
- Берт Уильямс

### Сценаристы, работавшие на киностудии «Байограф»
- Дэвид Гриффит
- Станнер Тейлор
- Фрэнк И. Вудс
- Джордж Тервиллиджер
- Ли Даугерти

### Операторы, работавшие на киностудии «Байограф»
- Артур Марвин
- Уильям Битцер